# 亀井利克
亀井 利克（かめい としかつ、1952年〈昭和27年〉2月13日 - ）は、日本の政治家。前名張市長（5期）。元三重県議会議員（3期）。

## 来歴
三重県名張市出身。1964年3月、名張市立美旗小学校卒業。1967年3月、名張市立名張中学校卒業。1970年3月、三重県立名張高等学校卒業。1974年3月、中京大学体育学部卒。同年4月、名張市役所に入庁。1990年10月、市役所を退職。
1991年4月の三重県議会議員選挙に初当選。以後、計3期務める。
2002年2月、県議を辞職。同年4月7日に行われた名張市長選挙に立候補。民主党・自由党・社民党の推薦を受けた現職の富永英輔ら2候補を破り初当選した。4月25日、市長就任。
2006年、前回戦った元市長の富永英輔ら2候補を破り再選。2010年、元国土交通官僚の辻安治を破り3選。2014年、前市議の浦崎陽介を破り4選。2018年、連合三重の推薦を受けた元県議の北川裕之、元市議の森脇和徳らを破り5選
2022年1月13日、同年4月に予定されている任期満了に伴う市長選に立候補せず、任期限りで引退することを表明した。